# سرمایه‌گذاری سنتوم
سرمایه‌گذاری سنتوم (انگلیسی: Centum Investment) شرکت خدمات مالی و سرمایه‌گذاری کنیایی است، که در سال ۱۹۶۷ تأسیس شد.